# Cambio de contexto
Un cambio de contexto consiste en la ejecución de una rutina perteneciente al núcleo del sistema operativo multitarea de una computadora, cuyo propósito es parar la ejecución de un hilo o proceso para dar paso a la ejecución de otro distinto.

## Motivación
En principio, una computadora que dispone de un único microprocesador solamente puede ejecutar un proceso al mismo tiempo.
No es posible ejecutar otro proceso hasta que ha finalizado el anterior.
No obstante, es posible alternar el uso de la CPU entre varios procesos durante cortos periodos de tiempo. Esto se denomina ejecución concurrente o multiprogramación.
Además, durante la ejecución de un proceso existen muchos tiempos muertos donde no es necesario el uso de la CPU . Se trata de los momentos en los que el programa está esperando a que finalice una operación de entrada/salida, por ejemplo, una lectura desde el disco duro. Estos tiempos muertos podrían aprovecharse para ejecutar otro programa.

## Cómo funciona
Para hacer realidad la ejecución concurrente en primer lugar es necesario que el programa en ejecución se detenga voluntariamente. Puesto que esto no va a ocurrir nunca, es imprescindible la intervención del hardware. Gracias a las interrupciones generadas por el propio ordenador, es posible expulsar el programa en ejecución para dar paso al sistema operativo.
Cuando esto ocurre, el sistema operativo ejecuta inmediatamente la rutina de cambio de contexto. Esta rutina realiza las siguientes operaciones en el orden indicado:
1. Salvar el estado del programa que se estaba ejecutando. El estado, también denominado contexto, consiste en los valores de todos los registros del microprocesador. Se copian en la memoria principal.
2. Seleccionar otro programa para ejecutar. Entre todos los programas que estén preparados para ejecutarse, la rutina selecciona uno de ellos siguiendo algún algoritmo equitativo.
3. Restaurar el estado del programa seleccionado. Para ello, se toma el estado previamente copiado en la memoria principal y se vuelca en los registros del microprocesador.
4. Ejecutar el programa seleccionado. La rutina termina su ejecución saltando a la instrucción que estaba pendiente de ejecutar en el programa seleccionado.

Este ciclo se repite bien cada vez que ocurre un evento de entrada/salida, bien cuando vence un temporizador programado en el hardware. Dicho temporizador hace saltar una interrupción cada 150 milisegundos aproximadamente (según sistema operativo).
La ejecución concurrente también es aplicable a computadoras Multiprocesador. En este caso, se llevan a cabo cambios de contexto en cada microprocesador de manera independiente.